# Sphiggurus villosus
Sphiggurus villosus é uma espécie de roedor da família Erethizontidae. É endêmica do Brasil, onde é encontrada apenas nos estados do Rio de Janeiro e Minas Gerais.